# Lagaroceras opaculum
Lagaroceras opaculum är en tvåvingeart som beskrevs av Becker 1910. Lagaroceras opaculum ingår i släktet Lagaroceras och familjen fritflugor. Inga underarter finns listade i Catalogue of Life.